# Stelis pixie
Stelis pixie är en orkidéart som beskrevs av Carlyle August Luer och Alexander Charles Hirtz. Stelis pixie ingår i släktet Stelis och familjen orkidéer. Inga underarter finns listade i Catalogue of Life.